# Jugoslávská liga ledního hokeje 1964/1965
Sezóna 1964/1965 byla 23. sezónou Jugoslávské ligy ledního hokeje. Vítězem se stal tým HK Jesenice.

## Konečná tabulka
1. HK Jesenice
2. HK Olimpija Ljubljana
3. HK Kranjska Gora
4. HK Partizan
5. KHL Medveščak
6. HK Crvena Zvezda Bělehrad
7. OHK Bělehrad
8. HK Spartak Subotica